# Cyanotis adscendens
Cyanotis adscendens là một loài thực vật có hoa trong họ Commelinaceae. Loài này được Dalzell mô tả khoa học đầu tiên năm 1852.